# Rachicerus unicinctus
Rachicerus unicinctus är en tvåvingeart som först beskrevs av Enrico Adelelmo Brunetti 1920.  Rachicerus unicinctus ingår i släktet Rachicerus och familjen vedflugor. Inga underarter finns listade i Catalogue of Life.